# Stazione di Albano Sant’Alessandro
Stazione di Albano Sant'Alessandro vasútállomás Olaszországban, Lombardia régióban, Albano Sant’Alessandro településen.

## Vasútvonalak
Az állomást az alábbi vasútvonalak érintik:
- Lecco–Brescia-vasútvonal

## Kapcsolódó állomások
A vasútállomáshoz az alábbi állomások vannak a legközelebb:
- Stazione di Seriate
- Stazione di Montello-Gorlago